# フラーテス5世

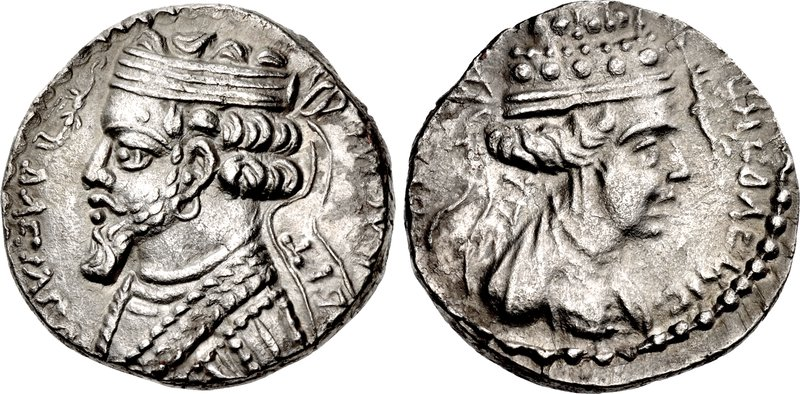
フラーテス5世

フラーテス5世（Phraates V、在位：紀元前2年 - 西暦4年）は、アルサケス朝パルティアの王。母ムサの後押しで王となったが、対ローマ外交の失敗などで国内の支持を得られず殺害された。しばしばフラータケス（Phraataces）とも表記される。 

## 来歴
前王フラーテス4世と王妃ムサの息子として生まれた。母ムサはローマから送られた女奴隷の出身であったが、フラーテス4世を毒殺しフラーテス5世を王とした。
フラーテス5世はアルメニア王国でその王アリオヴァルザネス即位に伴う混乱に乗じて反乱を扇動しアルメニア王国への影響力を復活させようとしたが、これはローマを刺激した。ローマはこの問題に介入し、ガイウス・カエサルを派遣してパルティアと交渉を持った。そしてローマの圧力の前にフラーテス5世は折れ、アルメニア王国がローマの勢力範囲であることを再確認することとなった。
さらに西暦2年には母親であるムサを妻とする処置を取ったが、アルメニア問題と並んで貴族たちの反発を買い、西暦4年に暗殺された。そして一旦オロデス3世が擁立されたがすぐ廃され、パルティア王位はローマに人質に出されていたフラーテス5世の異母兄弟ヴォノネス1世が継承した。